# U-Bahn Chengdu

Entwicklung des U-Bahn-Netzes 2010–2018

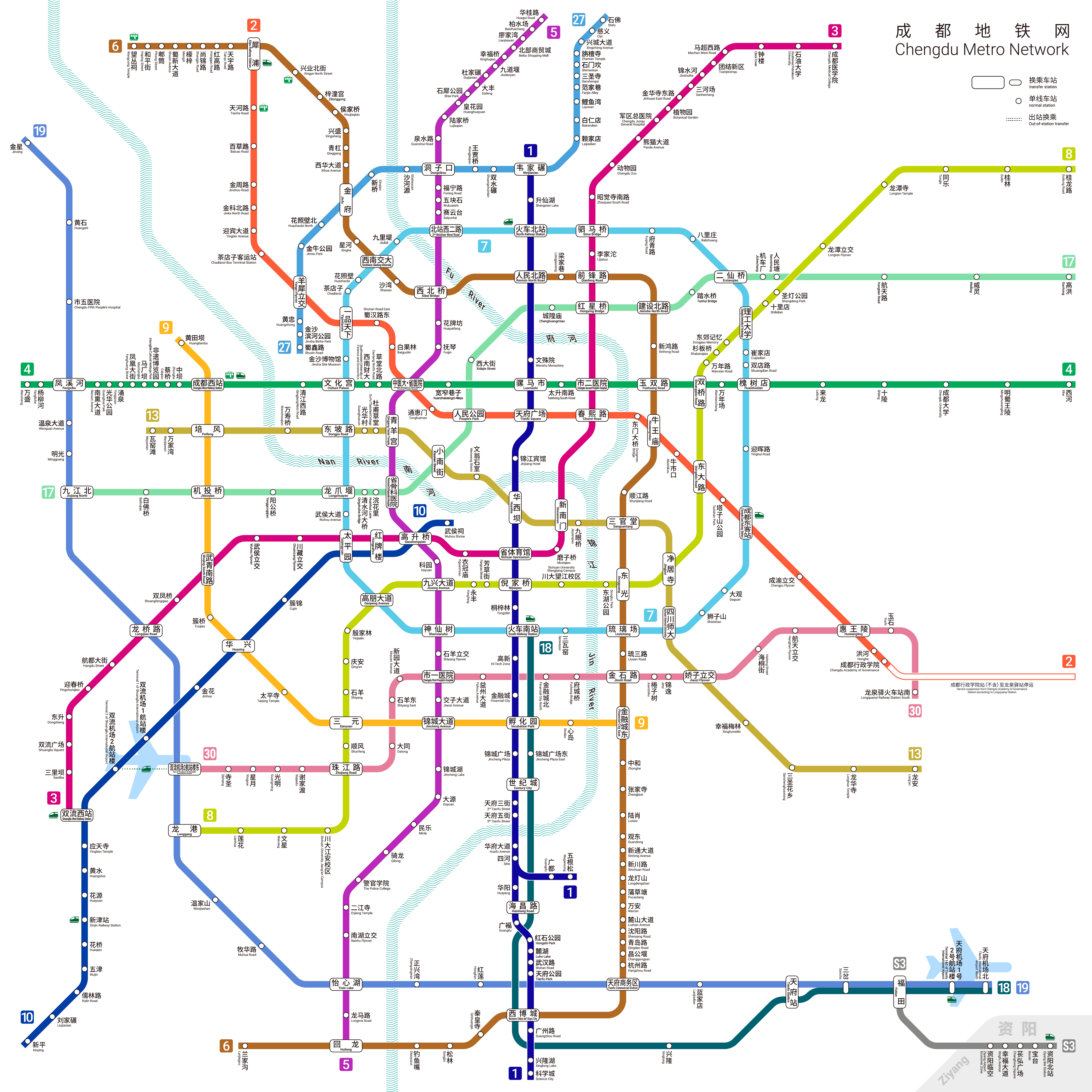
Netzkarte der U-Bahn Chengdu

Die Chengdu Metro ist die U-Bahn von Chengdu, der Hauptstadt der chinesischen Provinz Sichuan. Die erste Linie wurde am 27. September 2010 eröffnet. Chengdu Metro ist der siebte U-Bahn-Betrieb in Festlandchina und eines der ersten U-Bahn-Netzwerke in Südwestchina.
Mit über 600 Kilometern Streckenlänge gehört der Betrieb zu den fünf größten der Welt. Langfristig ist ein Netz mit 31 Linien und 1557 Kilometern Streckenlänge geplant. Im Jahre 2020 soll der Anteil des öffentlichen Verkehres am Personentransport in Chengdu 33 % betragen, wovon die U-Bahn 35 % abdecken soll.

## In Betrieb befindliche Linien
| Linie                   | Farbe          | Strecke                 | Strecke                           | Eröffnung | letzte Erweiterung | Länge (km)                               | Stationen |
| ----------------------- | -------------- | ----------------------- | --------------------------------- | --------- | ------------------ | ---------------------------------------- | --------- |
| Linie 1                 | Dunkelblau     | Weijianian              | Science City bzw. Wugensong       | 2010      | 2018               | 41,0                                     | 35        |
| Linie 2                 | Orange         | Xipu                    | Longquanyi                        | 2012      | 2014               | 42,2                                     | 32        |
| Linie 3                 | Magenta        | Chengdu Medical College | Shuangliu West Station            | 2016      | 2018               | 50,5                                     | 37        |
| Linie 4                 | Grün           | Wansheng                | Xihe                              | 2015      | 2017               | 43,1                                     | 30        |
| Linie 5                 | Lila           | Huagui Road             | Huilong                           | 2019      |                    | 49                                       | 41        |
| Linie 6                 | braun          | Wancong-Tempel          | Lanjiagou                         | 2020      |                    | 68,9                                     | 56        |
| Linie 7 (Ringbahnlinie) | Himmelblau     | Cuijiadian              | Cuijiadian                        | 2017      |                    | 38,6                                     | 31        |
| Linie 8                 | Grün           | Guilong Road            | Longgang                          | 2020      | 2024               | 36,8                                     | 32        |
| Linie 9                 | Orange         | Financial City East     | Huangtanba                        | 2020      |                    | 22,2                                     | 13        |
| Linie 10                | Blau           | Taipingyuan             | Xinping                           | 2017      | 2019               | 37,98                                    | 16        |
| Linie 17                | Hellgrün       | Jiujiang-Nord           | Jitouqiao                         | 2020      | 2023               | 5,49                                     | 3         |
| Linie 18                | Dunkelblaugrün | Südbahnhof              | Tianfu International Airport Nord | 2020      |                    | 69,4                                     | 11        |
| Linie 19                | Blau           | Jitouqiao               | Tianfu International Airport Nord | 2020      | 2023               | 63 + Durchbindung auf Linie 18 ab Tianfu | 22        |
| Linie 27                |                | Shifo                   | Shuxin Road                       | 2024      |                    | 25                                       | 23        |
| Linie S3                |                | Futian                  | Ziyang-Nord                       | 2024      |                    | 38,7                                     | 6         |

### Linie 1
Die Linie 1 führt von Norden nach Süden durch die Stadt. Sie wurde in ihrer ersten Ausbaustufe von der Station „Shengxian Lake“(chinesisch 升仙湖) über den Nordbahnhof und den Südbahnhof bis zur Station „Century City“ (chinesisch 世纪城) am 27. September 2010 eröffnet. Die Gesamtlänge betrug damals 18,5 km, es gab 16 Stationen. Am 8. Juni 2013 wurde mit „Jincheng Platz“ eine weitere Station eröffnet. Am 25. Juli 2015 wurde die Linie um 5,4 Kilometer und fünf Stationen in Richtung Süden bis zur Station „Guangdu“ verlängert. Am 18. März 2018 wuchs die Linie um weitere 17 Kilometer und 11 Stationen: Im Norden wurde eine Station namens „Weijianian“ angefügt, im Süden eine Station namens „Wugensong“, und von Sihe wurde ein Ast bis zur Wissenschaftsstadt in Betrieb genommen. Somit hat die Linie per Mitte 2019 35 Stationen und eine Länge von 40,9 Kilometern.

### Linie 2

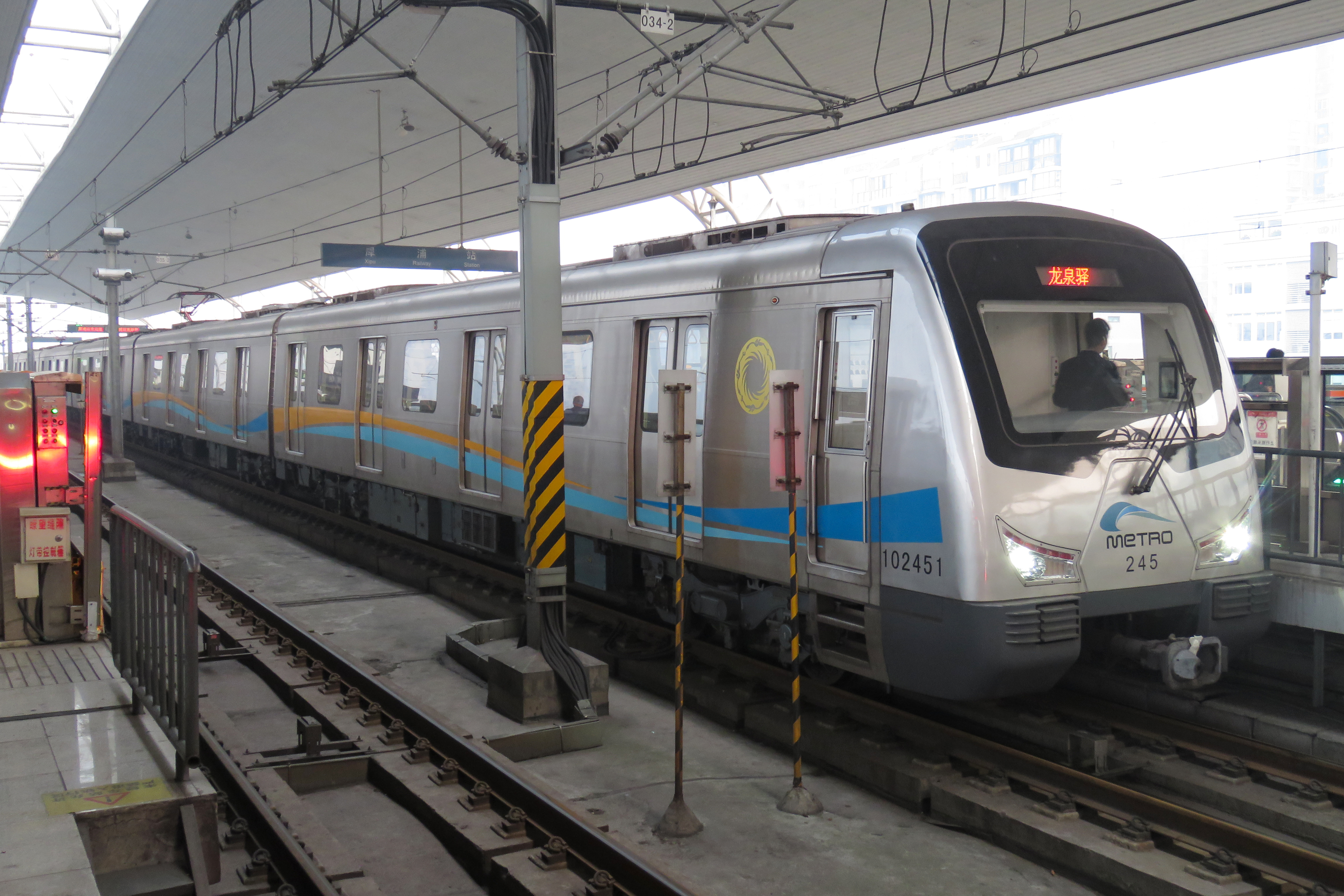
Zug der Linie 2 am Xipu

Die Linie 2 verläuft vom Nordwesten nach Südosten durch die Stadt. Ihr erster Bauabschnitt wurde am 16. September 2012 eröffnet und verlief zwischen dem Busbahnhof Chadianzi (chinesisch 茶店子客运站) über 22,4 Kilometer bis zum Institut für Öffentliche Verwaltung (chinesisch 成都行政学院). Am 8. Juli 2013 wurde die Strecke in nordwestlicher Richtung um 8,7 Kilometer erweitert und bis Xipu geführt. Am 26. Oktober 2014 wurde sie um 11,1 Kilometer in Richtung Südosten verlängert und bis zur Station Longquanyi geführt. Somit hat die Linie per Mitte 2019 32 Stationen und eine Länge von 42,2 Kilometern.

### Linie 3
Baubeginn für die Linie 3 war am 28. April 2012. Sie wurde in ihrer ersten Ausbaustufe von der Station „Taipingyuan“ bis zum Allgemeinen Krankenhaus Junqu mit 17 Stationen und 20,4 Kilometern Streckenlänge am 31. Juli 2016 eröffnet. Am 26. Dezember 2018 wurde sie vom Krankenhaus bis zur Medizin-Universität um 12,7 Kilometer und von Taipingyuan bis Shuangliu West um 17,4 Kilometer verlängert. Somit hat die Linie per Mitte 2019 37 Stationen und eine Länge von 50,5 Kilometern.

### Linie 4
Die Linie 4 führt von Westen nach Osten durch die Stadt. Ihr erster Bauabschnitt vom Park für immaterielles Kulturerbe nach Wannianchang war 22,1 Kilometer lang, am 2. Juni 2017 wurde sie um 21 Kilometer vom Kulturpark bis Wansheng und von Wannianchang bis Xihe verlängert. Somit hat die Linie per Mitte 2019 30 Stationen und eine Länge von 43,1 Kilometern.

### Linie 5
Die Linie 5 durchläuft Chengdu in nord-südlicher Richtung, ist in ihrer ersten und zweiten Ausbaustufe 49,0 Kilometer lang und bedient 41 Stationen. 36 Stationen liegen unterirdisch, die übrigen 5 Stationen an der Oberfläche.

### Linie 6
Die Linie 6 verläuft von Nordwesten in Richtung Süden, ist in ihrer ersten und zweiten Ausbaustufe 46,8 Kilometer lang und hat 38 Stationen, die alle unterirdisch gebaut sind. Von diesen 38 Stationen sind 19 Stationen als Umsteigemöglichkeit zu anderen, teils noch in Planung oder Bau befindlichen Linien projektiert.
In der dritten Ausbaustufe wird die Linie um 21,97 Kilometer und 18 Stationen, davon 9 Umsteigemöglichkeiten, erweitert.

### Linie 7
Die Linie 7 ist 38,6 km lang und hat 31 Bahnhöfe. Es handelt sich um eine Ringbahnlinie, welche 2017 eröffnet wurde. An acht Stationen besteht Umsteigemöglichkeit zu den fünf bestehenden Radiallinien und außerdem liegen die drei wichtigsten Bahnhöfe (Chengdu Ost, Chengdu Süd und Chengdu Nord) der Stadt an dieser Linie.

### Linie 8
Die Linie 8 durchquert das Stadtgebiet von Südwesten nach Nordosten. Der erste Bauabschnitt wurde im Dezember 2020 nach vier Jahren Bauzeit eröffnet. Vier Jahre später wurde die Linie im Nordosten und um eine Station im Südwesten verlängert. Damit erreicht die Linie 8 eine Streckenlänge von 36,8 Kilometern bei 32 Stationen.
Es werden Sechswagenzüge des Typs A eingesetzt.

### Linie 9
Der Bau der Linie 11 wurde am 11. Juli 2016 von der Staatlichen Kommission für Entwicklung und Reform genehmigt. Sie vollzieht einen Halbkreis vom Nordwesten der Stadt über den Südwesten bis zum Südosten. Für die 23,7 Kilometer lange Strecke mit elf Stationen wurde eine Investition von 16,7 Milliarden Yuan freigegeben und eine Bauzeit von 2017 bis 2020 veranschlagt. Die Linie wird mit sechsteiligen Fahrzeugen des Typs A betrieben und ist für eine Höchstgeschwindigkeit von 100 km/h ausgelegt.

### Linie 10
Baubeginn für die Linie 10 war im September 2014, am 6. September 2017 konnte die erste Teilstrecke in Betrieb genommen werden. Sie ist 10,9 km lang, hat insgesamt sechs Stationen und führt von der Station Taipingyuan, welche auch auf der Ringlinie Linie 7 liegt und den vorläufigen Endpunkt der Linie 3 darstellt, zum Chengdu Shuangliu International Airport, wo beide Terminals bedient werden.
Am 11. Juli 2016 genehmigte die Staatliche Kommission für Entwicklung und Reform eine 26,7 Kilometer lange Erweiterung mit neun zusätzlichen Stationen. Dafür wurden 13,2 Milliarden Yuan an Investitionen budgetiert und eine Bauzeit von 2016 bis 2019 abgeschätzt. Die gesamte Linie wird mit sechsteiligen Fahrzeugen des Typs A betrieben und wurde für eine Höchstgeschwindigkeit von 100 km/h ausgelegt.
Der Bau der dritten Ausbaustufe von Linie 10 wurde am 17. Juni 2019 von der Staatlichen Kommission für Entwicklung und Reform genehmigt. Für die zusätzlichen 5,5 Kilometer mit vier Stationen wurde eine Investition von 3,7 Milliarden Yuan freigegeben und eine Bauzeit von fünf Jahren veranschlagt.

### Linie 17

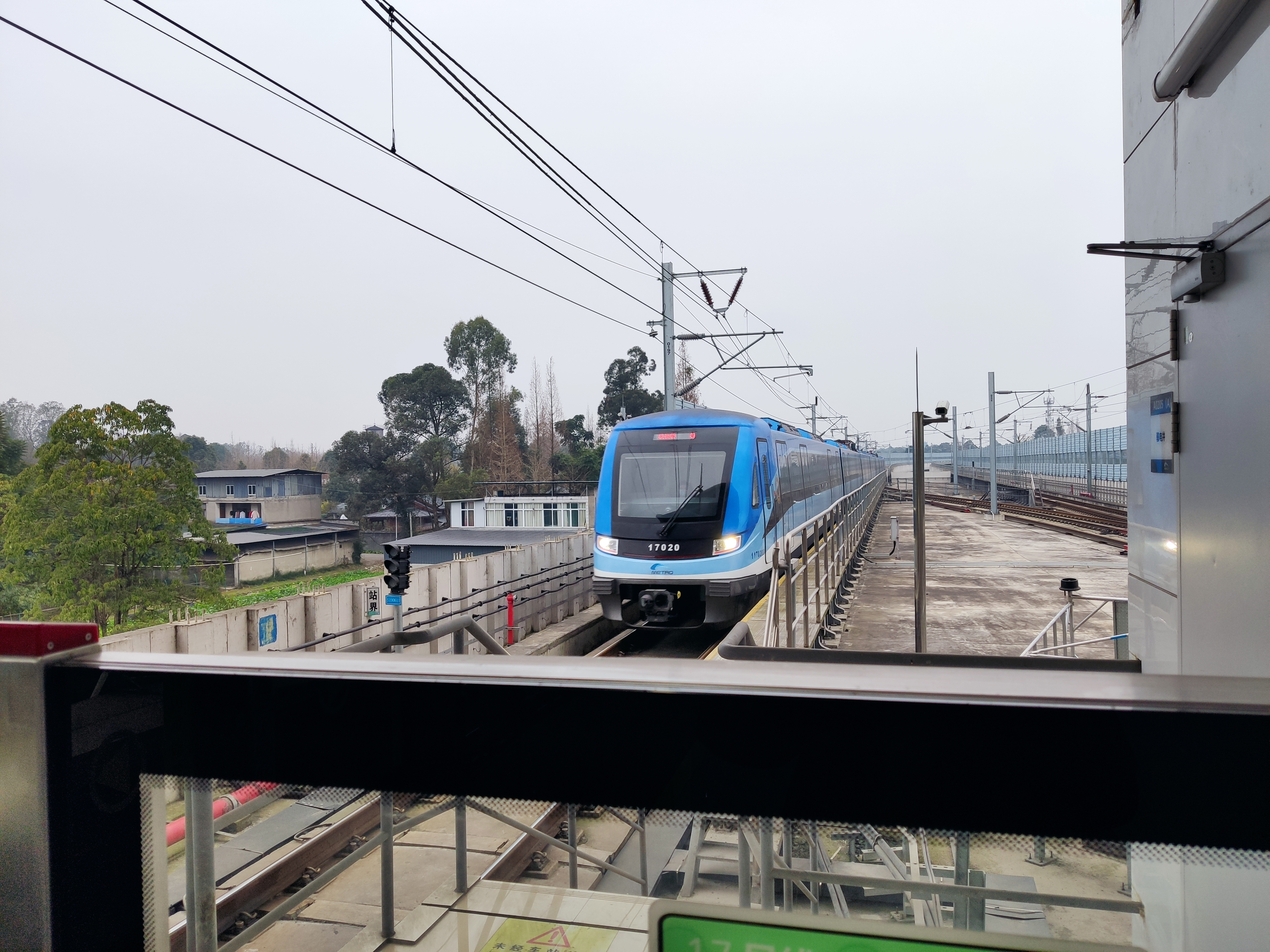
Zug der Linie 17 am Huangshi

Die erste Ausbaustufe der Linie 17 wurde am 11. Juli 2016 von der Staatlichen Kommission für Entwicklung und Reform genehmigt. Sie bindet die westlichen Vororte an die Stadt an und bietet Umstiege zu den Linien 4 und 9. Für die 25,7 Kilometer lange Strecke mit neun Stationen wurde eine Investition von 14,9 Milliarden Yuan freigegeben und eine Bauzeit von 2017 bis 2020 Jahren veranschlagt. Die Linie wird mit sechsteiligen Fahrzeugen des Typs A betrieben und für eine Höchstgeschwindigkeit von 100 km/h ausgelegt. Die Strecke ist auf 5,5 Kilometern aufgeständert trassiert und verläuft auf 20,1 Kilometern Länge im Tunnel. Sieben Stationen befinden sich im Untergrund.
Der Bau der zweiten Ausbaustufe von Linie 17 wurde am 17. Juni 2019 von der Staatlichen Kommission für Entwicklung und Reform genehmigt. Sie führt nördlich am Stadtzentrum Chengdus vorbei und von dort in die östlichen Vororte. Für die 27,6 Kilometer lange Erweiterung mit 17 Stationen wurde eine Investition von 20 Milliarden Yuan freigegeben und eine Bauzeit von fünf Jahren veranschlagt. Nach der Erweiterung soll die Linie mit achtteiligen Fahrzeugen des Typs A betrieben werden. Sie wird für eine Höchstgeschwindigkeit von 140 km/h ausgelegt.

### Linie 18

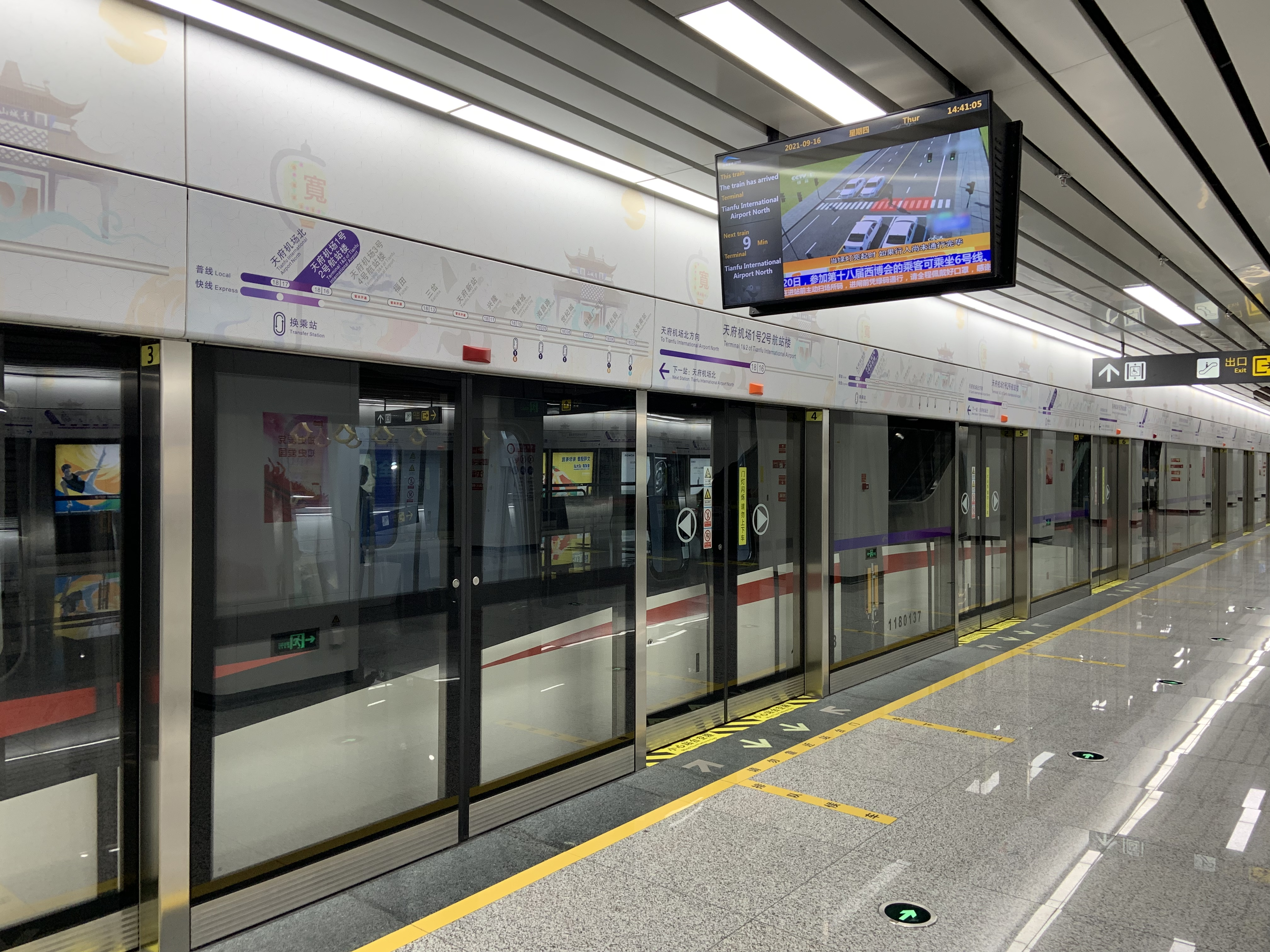
Bahnsteigtüren am Flughafen

Linie 18 führt vom Südbahnhof in Richtung Südwesten zum Chengdu Tianfu International Airport, die Fahrtzeit vom Südbahnhof zum Flughafen beträgt 37 Minuten.
Die erste und zweite Ausbaustufe der Linie umfassen 66,8 Kilometer beziehungsweise 12 Kilometer Streckenlänge. Es handelt sich hierbei um die erste Linie der U-Bahn Chengdu, die in einer Private Public Partnership realisiert wird.
Der Bau der dritten Ausbaustufe von Linie 18 wurde am 17. Juni 2019 von der Staatlichen Kommission für Entwicklung und Reform genehmigt. Dabei soll diese Linie um 11,01 Kilometer und fünf Stationen in Richtung Norden verlängert werden. Im Süden wird die Station vom Flughafen ausgehend um 3,28 Kilometer erweitert. Für dieses Projekt wurde eine Investition von 14,6 Milliarden Yuan freigegeben und eine Bauzeit von fünf Jahren veranschlagt. Nach der Erweiterung soll die Linie mit achtteiligen Fahrzeugen des Typs D betrieben werden. Sie wird für eine Höchstgeschwindigkeit von 140 km/h ausgelegt.

### Linie 19
Der Bau der Linie 19 wurde am 17. Juni 2019 von der Staatlichen Kommission für Entwicklung und Reform genehmigt. Sie verläuft tangential im Südwesten der Stadt und verbindet die südwestlichen und südlichen Vororte Chengdus mit dem Flughafen Tianfu. Für das 45,6 Kilometer lange Mittelstück mit zehn Stationen wurde eine Investition von 28,4 Milliarden Yuan freigegeben und eine Bauzeit von fünf Jahren veranschlagt. Die Linie soll mit achtteiligen Fahrzeugen des Typs A betrieben werden. Sie wird für eine Höchstgeschwindigkeit von 140 km/h ausgelegt. Im Nordwesten wurde der Ast der Linie 17 nach Jinxing übernommen und am Flughafen teilt sich die Linie die Strecke mit der Linie 18. Am 28. November wurde der durchgängige Betrieb aufgenommen.

### Linie 27

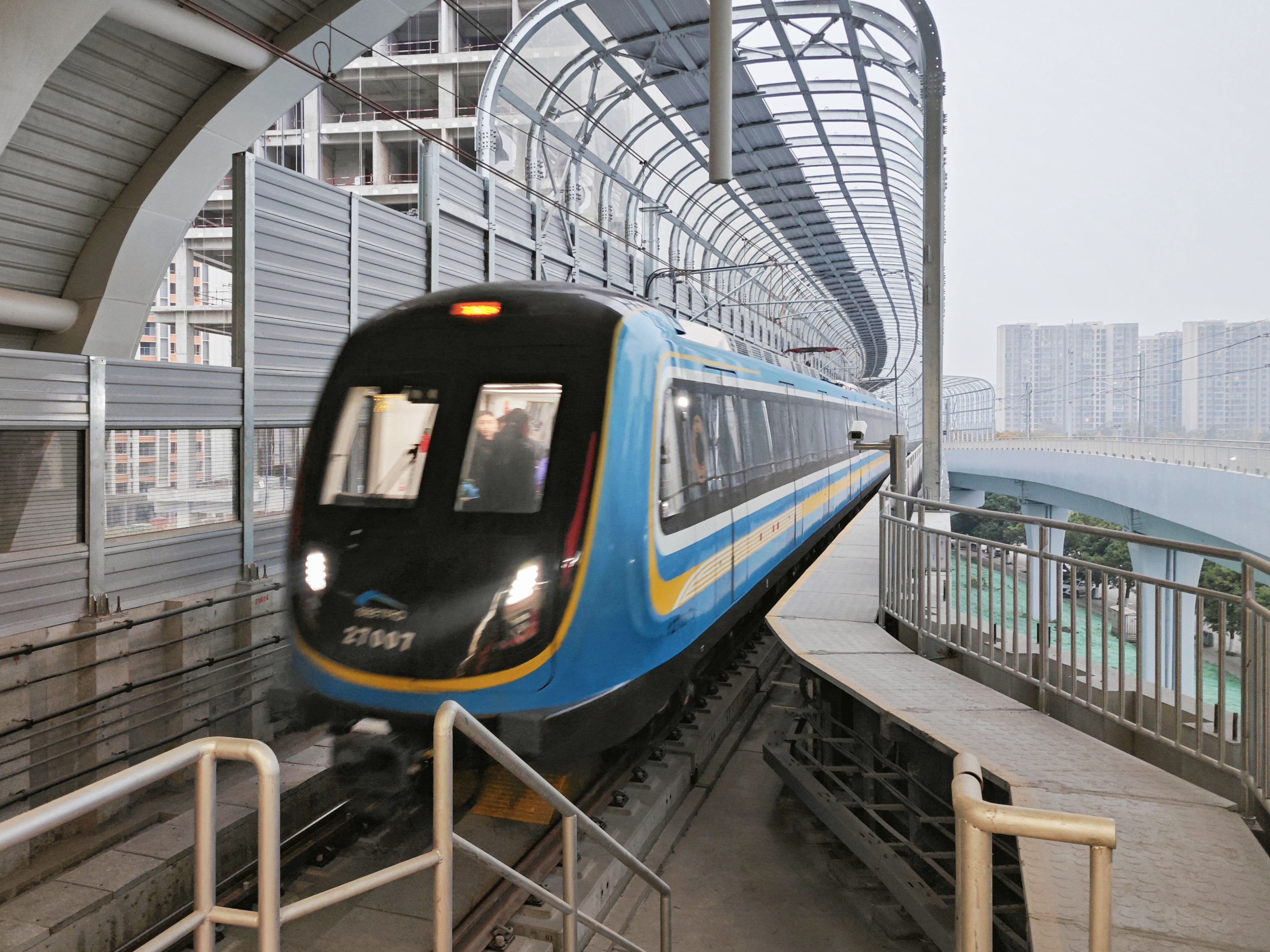
Linie 27

Die Linie 27 stellt eine Querverbindung im Norden außerhalb des Rings der Linie 7 dar. Die 25 Kilometer lange Strecke mit 23 Stationen wurde im Dezember 2024 eröffnet.
Der Bau der Linie 27 wurde am 17. Juni 2019 von der Staatlichen Kommission für Entwicklung und Reform genehmigt. Die Linie wird mit sechsteiligen Fahrzeugen des Typs B betrieben und ist für eine Höchstgeschwindigkeit von 80 km/h ausgelegt.

### Linie S3
Die Linie S3 oder Ziyang-Linie hat regionalen Charakter. Sie verbindet Futian, weit im Süden Chengdus an den Expresslinien 18 und 19, mit dem Bahnhof Ziyang-Nord in Ziyang. Die Strecke ist 38,7 Kilometer lang und hat sechs Stationen. Sie wurde im September 2024 eröffnet. Seitdem verkehren Vierwagenzüge des Typs A, die aber nur vier Türen pro Wagenseite besitzen. Die Höchstgeschwindigkeit liegt bei 160 km/h, die Oberleitung wird mit 25 kV gespeist.

## In Bau oder Planung befindliche Linien

### Linie 11
Der Bau der Linie 11 wurde am 11. Juli 2016 von der Staatlichen Kommission für Entwicklung und Reform genehmigt. Sie soll in einer Schleife durch Vororte im Süden Chengdus führen. Für die 20,7 Kilometer lange Strecke mit 18 Stationen wurde eine Investition von 16,5 Milliarden Yuan freigegeben und eine Bauzeit von 2016 bis 2019 veranschlagt. Die Linie soll mit sechsteiligen Fahrzeugen des Typs A betrieben werden. Sie wird für eine Höchstgeschwindigkeit von 100 km/h ausgelegt.

### Linie 13
Der Bau der Linie 13 wurde am 17. Juni 2019 von der Staatlichen Kommission für Entwicklung und Reform genehmigt. Sie soll von Westen nach Südosten durch die Stadt führen. Für die 28,85 Kilometer lange Strecke mit 19 Stationen wurde eine Investition von 23,6 Milliarden Yuan freigegeben und eine Bauzeit von fünf Jahren veranschlagt. Die Linie soll mit achtteiligen Fahrzeugen des Typs A betrieben werden. Sie wird für eine Höchstgeschwindigkeit von 140 km/h ausgelegt.

### Linie 30
Der Bau der Linie 30 wurde am 17. Juni 2019 von der Staatlichen Kommission für Entwicklung und Reform genehmigt. Sie soll tangential an der Stadt vorbeiführen und dabei mehrere südliche Vororte Chengdus durchlaufen. Für die 24,78 Kilometer lange Strecke mit 24 Stationen wurde eine Investition von 19,1 Milliarden Yuan freigegeben und eine Bauzeit von fünf Jahren veranschlagt. Die Linie soll mit sechsteiligen Fahrzeugen des Typs B betrieben werden. Sie wird für eine Höchstgeschwindigkeit von 80 km/h ausgelegt.

## Fahrkarten
Die Fahrpreise reichen von 2 ¥ für Fahrten bis 4 km bis zu 12 ¥ für Strecken mit mehr als 90 km.